# OK

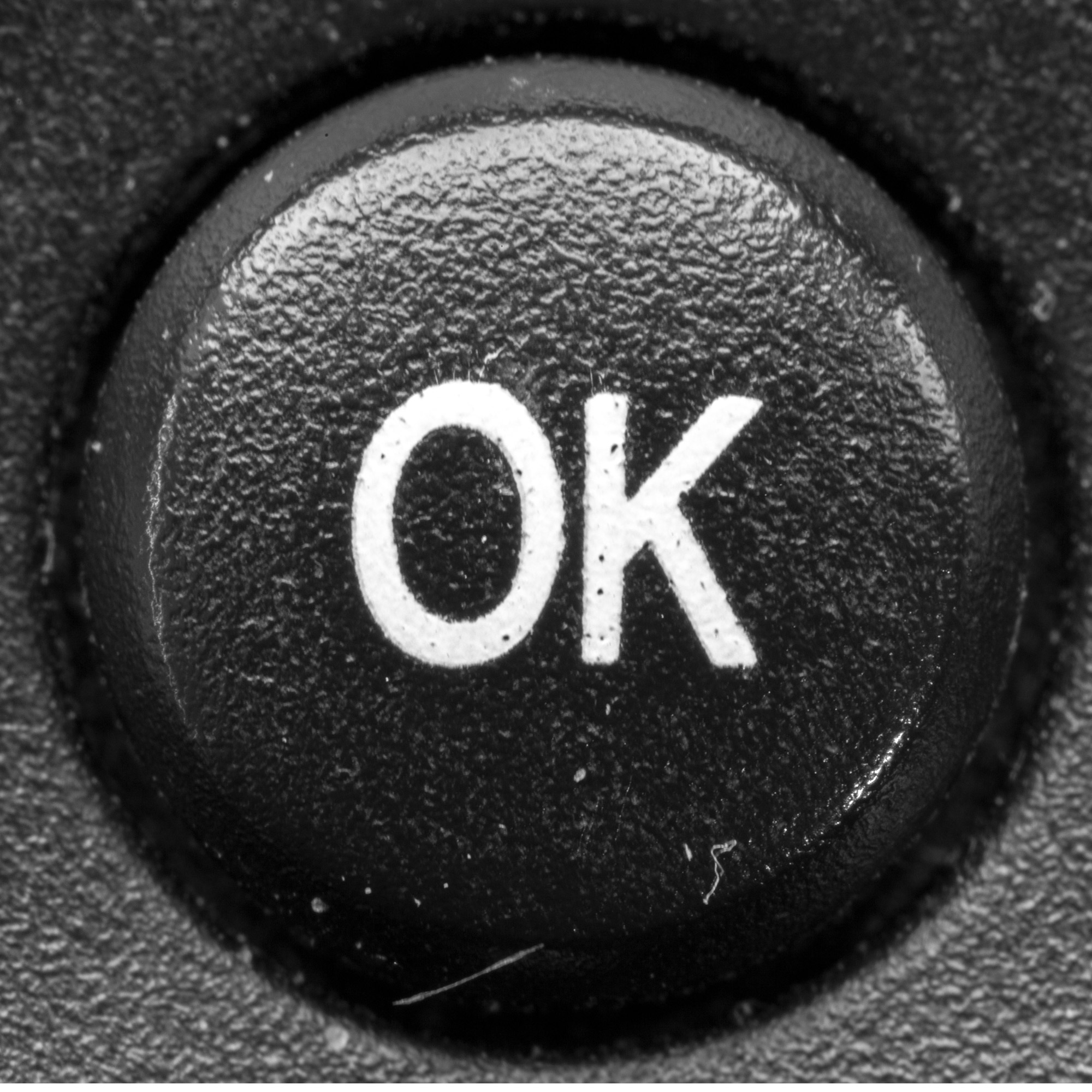
Macrofotografia del polsador d'OK en un comandament a distància.

OK (pronunciat "okey") és un manlleu de l'anglès que indica aprovació, acceptació, acord, assentiment o reconeixement.
L'origen d'aquest mot és incert. Una de les teories més famoses diu que en temps de guerra, en la batalla d'Anglaterra, el dia que no havia resultat mort ningú deien OK, (0 Kills = "0 Morts"). Per tant, el mot ok va quedar com una expressió que indica que tot és correcte, que tot va bé. D'altra banda, el 22 de març de 1839 aparegué per primera vegada OK com a abreviació de oll korrect (tot correcte) al Boston Morning Post.
Aquest mot s'expresa a través del llenguatge corporal indistintament amb els gestos de l'"anell" i del "polze cap amunt", que s'han convertit en els gestos interculturals més usats.